# Matelea vaupesana
Matelea vaupesana är en oleanderväxtart som beskrevs av G. Morillo. Matelea vaupesana ingår i släktet Matelea och familjen oleanderväxter. Inga underarter finns listade i Catalogue of Life.